# 乳菇属
乳菇属为红菇科的一属真菌。该属的模式种为（Lactarius lubrica）。

## 下属物种
本属包括以下物种：